# Chal (huyện)
Chal là một huyện thuộc tỉnh Takhar, Afghanistan. Dân số thời điểm năm 1999 là 22,228 người.